# Wagengrab

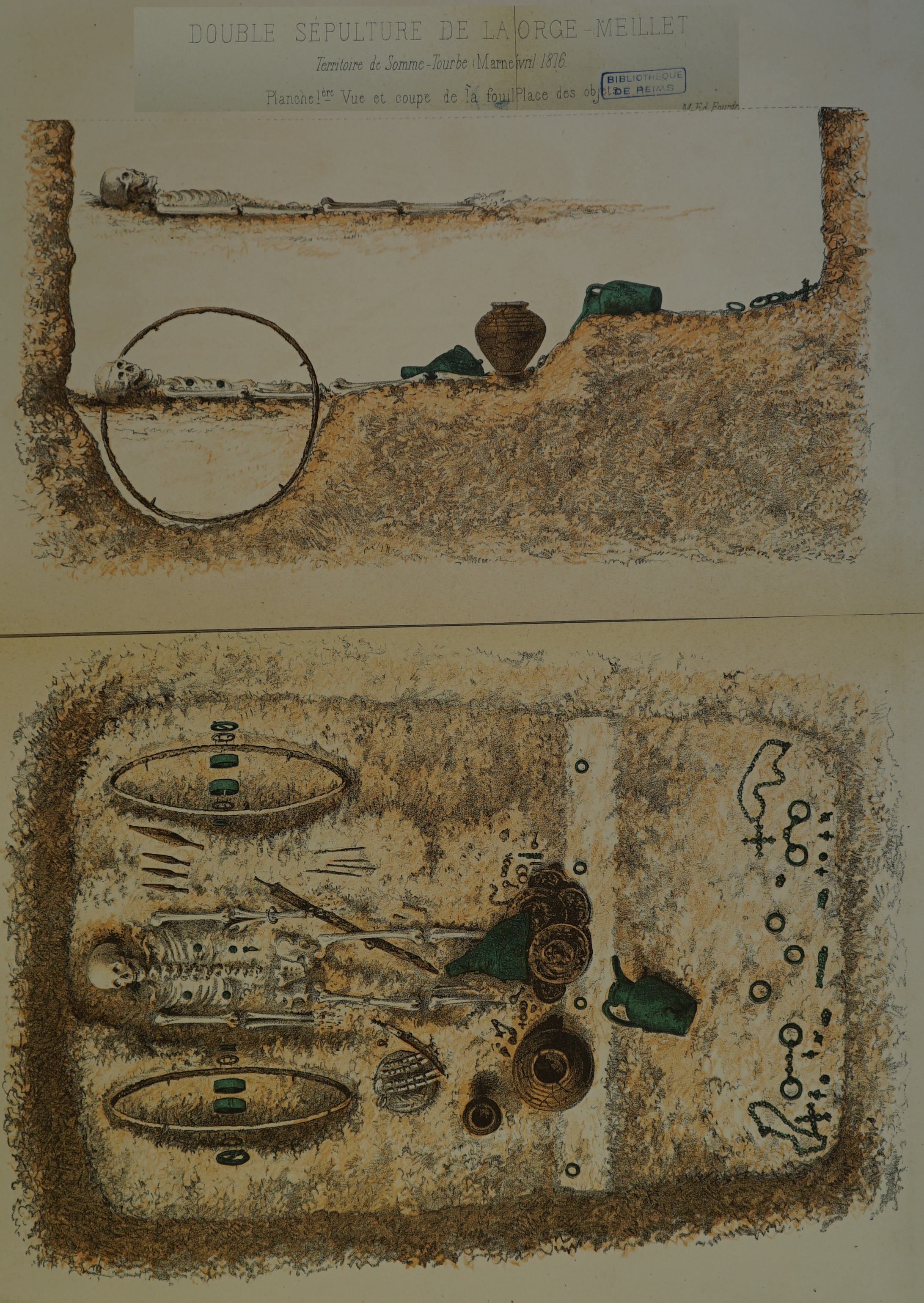
Wagengrab von La Gorge-Meillet

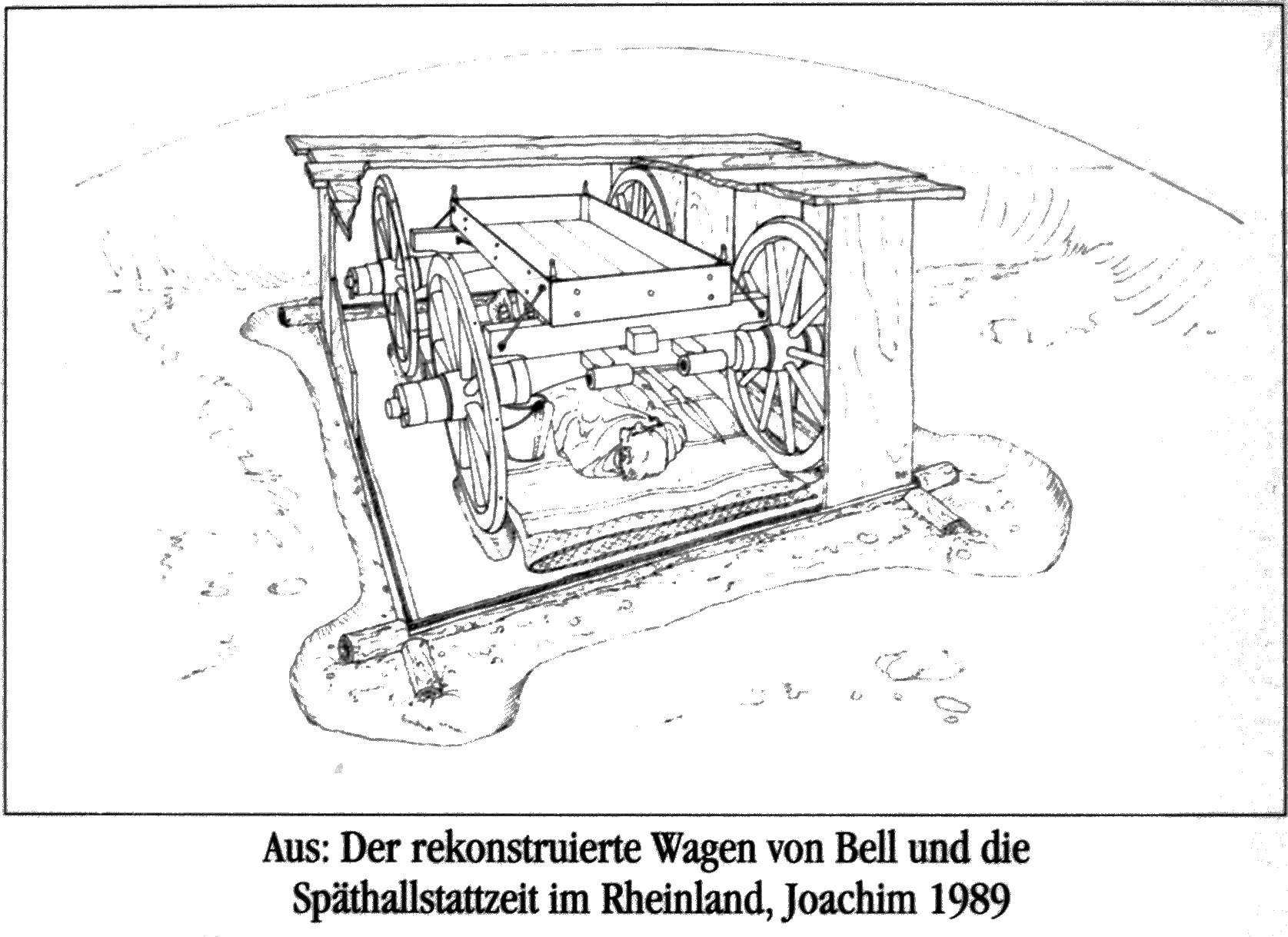
Wagengrab von Bell

Ein Wagengrab (englisch Chariot burial; französisch Tombe à char) bezeichnet eine Bestattung, bei der dem Verstorbenen ein Wagen als Beigabe in das Grab gegeben wurde. Vermutlich sollte der (in der Regel zerlegte) Wagen dem Verstorbenen eine standesgemäße Reise im Jenseits ermöglichen.

## Beschreibung

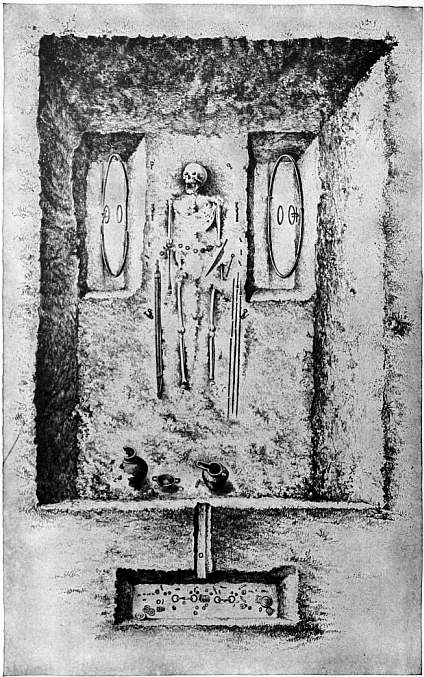
Wagengrab von Somme-Bionne, Marne, Frankreich

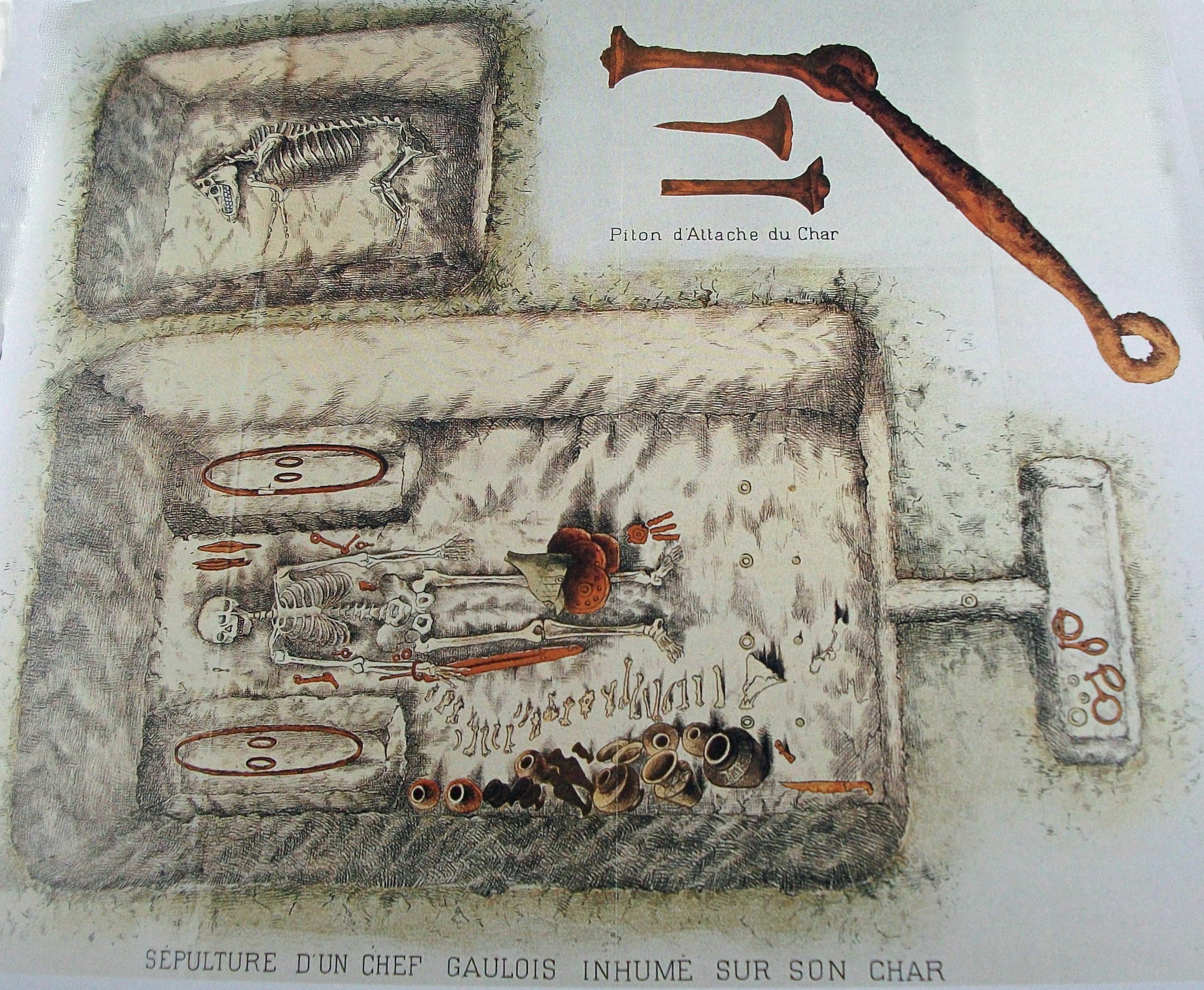
Wagengrab von Châlons, Frankreich

Wagengräber kommen erstmals im kaukasisch-pontischen Raum in der Maikop-Kultur (3700–3000 v. Chr.) vor, wo besonders frühe Scheibenradfunde gemacht wurden. Diese Wagengrabtradition, die in oder unter Grabhügeln aus Erde und Steinen ihren Ausdruck findet, setzte die Nowotitarowskaja-Kultur (benannt nach dem Fundort Nowotitarowskaja) und die Spät-Jamnaja- oder Katakombengrab-Kultur der Steppe fort.
Die Wagen sind kürzer als ihre etwa 4 m lange Deichsel, die anzeigt, dass sie – zumindest im Kontext mit dem Bestattungsritual – gefahren wurden. Die Raddurchmesser von 60–80 cm sind fahrtechnisch betrachtet gute Werte. Auf der feststehenden Achse ist die Ladefläche durch Aufbauten weit hochgezogen und überkragt die Räder. Der Wagen erinnert daher sehr an heutige, nur etwa 3,5 m² große Schäfer- oder Pferchkarren.
Eine Besonderheit bildet ein auf 3000 v. Chr. datiertes Grab mit vier Wagenrädern aus „Plachi Dol“ in Nordbulgarien, weitab von der zeitgenössischen Steppentradition. Während der Sintashta-Kultur entstehen um 2000 v. Chr. erste Streitwagen; am Kriwoje-See südöstlich von Magnitogorsk, nahe der Grenze zu Kasachstan, wurde ein Wagengrab aus dieser Zeit gefunden, mit einem Streitwagen vom „klassischen“ Typ mit großen hölzernen Speichenrädern. Diese Tradition greifen die Kulturen im alten China und viele Jahrhunderte später auch die Kelten und Germanen auf.
Spätere Wagengräber sind aus dem Verbreitungsraum der Kelten, der Hallstatt- und La-Tène-Kultur bekannt. Mehr als 300 wurden im Nord- und Mittelosten von Frankreich (Berry, Bourgogne-Franche-Comté, Champagne-Ardenne, Marne, Nord-Pas-de-Calais, Picardie) und in den Ardennen in Belgien gefunden. Auch aus England (Arras-Kultur) und Deutschland (über 100 - Wagengrab von Bell) stammen Wagengräber. In geringerem Maßen wurden sie auch in Norditalien, Österreich, der Schweiz und Böhmen dokumentiert. Insgesamt scheint mit Ausnahme der westlichen Gebiete Galliens fast das ganze keltische Kulturgebiet betroffen zu sein. Diese Art der Bestattung für die Eliten erscheint in der Eisenzeit und bleibt in La Tene bis zum Beginn der gallo-römischen Zeit erhalten.
Bekannt sind Wagengräber u. a. aus:
- Amstetten, Niederösterreich (hallstattzeitlich)
- Bastheim, Landkreis Rhön-Grabfeld (hallstattzeitlich)
- Bell (hallstattzeitlich) (siehe Wagengrab von Bell)
- Böbingen, Pfalz
- Boé, Département Lot-et-Garonne, Frankreich (spätkeltisch)
- Demmelsdorf, Landkreis Bamberg (hallstattzeitlich)
- Hallein-Dürrnberg, Salzburg
- Großeibstadt, Landkreis Rhön-Grabfeld (hallstattzeitlich)[1]
- Hart an der Alz, Oberbayern (bronzezeitlich)
- Hochdorf an der Enz, Eberdingen (hallstattzeitlich) (siehe Keltenmuseum Hochdorf)
- Husby, Kreis Flensburg (jüngere vorrömische Eisenzeit)
- Kemnath, Oberpfalz (hallstattzeitlich)
- Königsbronn, Kreis Heidenheim (spätbronzezeitlich)
- Künzing, Niederbayern (urnenfelderzeitlich)
- Keltendorf Mitterkirchen in Mitterkirchen im Machland, Oberösterreich, (hallstattzeitlich)
- Neudorf-Görau, Landkreis Lichtenfels
- Leinach, Unterfranken (späthallstattzeitlich[2])
- Leipheim, Bayerisch-Schwaben (hallstattzeitlich)
- Niedererlbach, Niederbayern (frühlatènezeitlich)
- Nersingen (hallstattzeitlich, Doppelpferdgrab)[3]
- Poing, Landkreis Ebersberg (bronzezeitlich)
- Tannheim (Württemberg), (hallstattzeitlich), (siehe Hügelgräber im Illertal bei Tannheim)
- Offenbach-Rumpenheim (hallstattzeitlich)
- Waldalgesheim: Waldalgesheimer Fürstengrab
- Wagengrab von Warcq, Frankreich
- Wehringen Landkreis Augsburg, [8. Jh. v. Chr.]

In England kommen Wagengräber nur in der Arras-Kultur von Yorkshire England vor (Wagengrab von Wetwang).
Eine andere Art von Wagengräbern ist vom Ende der Wikingerzeit bekannt. Im Westen von Schonen wurden Gräber gefunden, in denen die Leichen „für die Reise ins Jenseits“ statt in Kisten in Wagen gelegt worden waren.